# Henryk Gromadzki

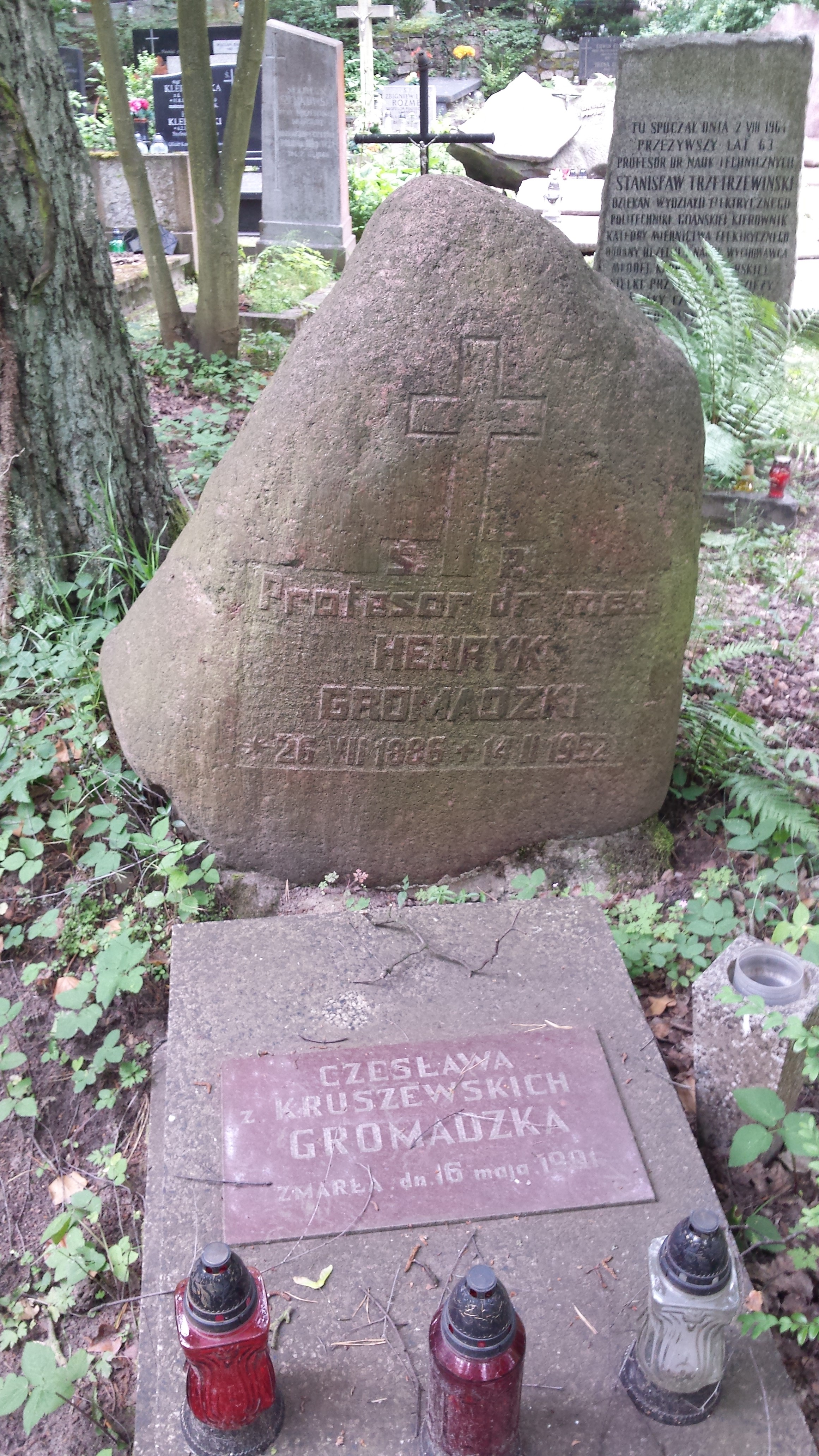
Grób Henryka Gromadzkiego na cmentarzu Srebrzysko w Gdańsku

Henryk Gromadzki (ur. 28 lipca 1886 w Chodczu, zm. 14 lutego 1952 w Gdańsku) – polski ginekolog i położnik.

## Życiorys
Po ukończeniu szkoły realnej wyjechał do Warszawy, gdzie uczęszczał do gimnazjum, z którego został relegowany w ósmej klasie za udział w strajku szkolnym. Opuścił Warszawę i udał się do Paryża, gdzie rozpoczął naukę na Wydziale Architektury w École Nationale des Beaux Arts. Po trzech latach nauki opuścił uczelnię z postanowieniem studiowania medycyny, wyjechał do Rosji i w Kazaniu kontynuował przerwaną naukę w gimnazjum humanistycznym, w czerwcu 1908 zdał egzamin maturalny. Wyjechał wówczas do Niemiec, gdzie na Uniwersytecie w Halle rozpoczął studia na Wydziale Lekarskim. W 1913 uzyskał tytuł doktora, a następnie przeniósł się do Berlina, gdzie odbywał staż pod kierunkiem Ernsta Bumma, Augusta Biera i Karla Franza. Po wybuchu I wojny światowej wyjechał do Warszawy, gdzie nostryfikował dyplom lekarski, a następnie na Uniwersytecie Moskiewskim uzyskał tytuł lekarski i prawo wykonywania zawodu. Od 1915 mieszkał na stałe w Warszawie, początkowo był asystentem w Zakładzie Położniczo-Ginekologicznym na Pradze, równocześnie był wolontariuszem na prowadzonym przez dr. Kazimierza Zielińskiego Oddziale Chorób Wewnętrznych w Szpitalu Przemienienia Pańskiego, a następnie na Oddziale Chirurgicznym w Szpitalu Świętego Ducha u Antoniego Leśniowskiego. W 1920 został starszym asystentem w prowadzonej przez Adama Ferdynanda Czyżewicza Klinice Położnictwa i Chorób Kobiecych, w 1927 został docentem. Od 1929 do 1935 kierował Oddziałem Ginekologiczno-Położniczym Szpitala Centrum Wyszkolenia Sanitarnego w Warszawie. Został zweryfikowany w stopniu kapitana ze starszeństwem z 1 czerwca 1919 w korpusie oficerów rezerwy sanitarnych, w grupie lekarzy. W 1934 pozostawał w ewidencji Powiatowej Komendy Uzupełnień Warszawa Miasto III. Posiadał przydział do Kadry Zapasowej 8 Szpitala Okręgowego w Toruniu.
Następnie został wybrany na stanowisko dyrektora Miejskiej Szkoły Położnych. Pozostał na tym stanowisku również po wybuchu II wojny światowej. Równocześnie od grudnia 1943 był dyrektorem Miejskiego Zakładu Ginekologiczno-Położniczego im. Ks. Anny Mazowieckiej. Po wprowadzeniu polskiej administracji pełnił obowiązki kierownika tymczasowej Kliniki Położnictwa i Chorób Kobiecych Uniwersytetu Warszawskiego. W maju 1945 uzyskał tytuł profesora tytularnego, a w grudniu tego samego roku został przeniesiony do Gdańska, gdzie został kierownikiem Katedry i Kliniki Położnictwa i Chorób Kobiecych w organizowanej Akademii Medycznej. W 1947 był współzałożycielem Gdańskiego Towarzystwa Ginekologicznego, od 1948 do śmierci pełnił w nim funkcję prezesa. Jednym z ostatnich osiągnięć Henryka Gromadzkiego było stworzenie w Sanatorium Podhale w Połczynie-Zdroju utworzył ośrodek balneologii ginekologicznej zajmujący się leczeniem niepłodności i chorób kobiecych.
Pochowany na gdańskim cmentarzu Srebrzysko (rejon IX, kwatera profesorów).

## Dorobek naukowy
Prowadził badania nad patogenezą nabłoniaka kosmówkowego, był jednym z pierwszych, którzy ustalili, że przyczyną powstawania zaśniadu groniastego jest pierwotny zanik krążenia płodowego w kosmkach. Wykazał ugruntowany naukowo i praktycznie pogląd o cięciu cesarskim jako postępowaniu z wyboru w przypadkach łożyska przodującego. Udowodnił jałowość jamy macicy podczas fizjologicznego porodu i połogu, wprowadził nowatorskie modyfikacje operacji ginekologicznych.

## Członkostwo
- Warszawskie Towarzystwo Lekarskie (od 1914);
- Warszawskie Towarzystwo Ginekologiczne – współzałożyciel, sekretarz i dwukrotnie prezes;
- Polskie Towarzystwo Ginekologiczne;
- Gdańskie Towarzystwo Ginekologiczne;
- Towarzystwo Naukowe Warszawskie (od 1951 członek zwyczajny).